# Franciszek Małachowski
Franciszek Małachowski herbu Nałęcz (ur. 1627, zm. 1690) – kasztelan sieradzki w 1690 roku, chorąży mniejszy sieradzki w 1688 roku, wojski mniejszy sieradzki w latach 1669-1688.
W 1674 roku był elektorem Jana III Sobieskiego z województwa sieradzkiego. Poseł sejmiku sieradzkiego województwa sieradzkiego na sejm koronacyjny 1676 roku.
Syn Aleksandra Teodora, brat Jana Małachowskiego, biskupa krakowskiego;
Ożenił się dwukrotnie:
1. Anna Zdrowska urodziła mu syna Stanisława;
2. Anna Grabska - syn Józef.